# Base de operaciones
Una Base de operaciones es la zona que sirve para la concentración del ejército al empezar una campaña y donde se reúnen y almacenan los elementos de todas clases que necesita para su sostenimiento.
Un ejército en campaña no puede prescindir de tener una base de operaciones, tanto si toma la ofensiva como si permanece a la defensiva. Las condiciones que debe reunir una base no son, sin embargo, las mismas en ambos casos.
La elección de la base de operaciones depende principalmente de consideraciones de orden político y estratégico.
La base ha de ser fuerte, puesto que ha de servir de apoyo al ejército si éste fuese vencido en los primeros encuentros. El frente de la base conviene que esté cubierto por un obstáculo importante, tal como una cordillera, un río caudaloso o una extensa zona de bosque o de pantanos, porque de esta manera será más difícil que el enemigo pueda estorbar la concentración del ejército. Pero esto ofrece el inconveniente de dificultar al mismo tiempo la marcha de las tropas si no se dispone de puntos suficientes para atravesarlos cuando convenga. 
La base debe además apoyarse por sus extremos en obstáculos naturales o en plazas fuertes, a fin de que el enemigo no pueda atacarla de flanco ni de revés. Debe contar con abundantes y buenas comunicaciones. La profundidad de una zona que ha de servir de base de operaciones será la necesaria para que las tropas se acantonen durante la concentración y puedan vivir con desahogo. 
El frente debe ser extenso, tanto porque de esta manera ofrece más seguridad al ejército de no perder su comunicación con ella en su marcha de avance, como porque amenaza al enemigo desde mayor número de puntos, manteniendo su incertidumbre acerca del que se elija para atacarle; obligándole, por consiguiente, a diseminar sus fuerzas. 
Parece a primera vista que la extensión del frente de la base ha de ser desventajosa por la mayor dificultar de defenderlo, pero en realidad si aquella no es desproporcionada, esto no tiene gran importancia, pues si el ejército ha tomado la ofensiva, el enemigo no podrá atacarla sin haberle antes vencido y obligado a retirarse. En caso contrario, una bien estudiada red de comunicaciones le permitirá acudir con facilidad a su defensa, que será muy fácil si aquella reúne las condiciones de fortaleza. 
Cuando la base de operaciones propia es paralela a la del enemigo, es ventajoso que sea más extensa, porque así le será más fácil rebasar esta y amenazar las comunicaciones de aquel.
Esta ventaja es aún mayor si la base es oblicua con relación a la del enemigo, o si es angular con el vértice retrasado, o de forma cóncava que envuelva los extremos de aquella. De todas maneras, no hay que conceder demasiada importancia a estas concepciones teóricas: la abundancia de las comunicaciones  y la rapidez de los medios de transporte han dado al concepto de base de operaciones una amplitud que antes no tenía.
A veces la necesidad obliga a elegir una base de operaciones para un periodo determinado de la campaña, bien porque existía el propósito de amenazar de cerca las comunicaciones del enemigo o porque se desee cambiar de objetivo. En este caso la base elegida se llama eventual y se abandona cuando se han efectuado las operaciones para las que sirvió o cuando se ha establecido una nueva base, que es la principal.
Otras veces, como sucede cuando se invade un país enemigo, es preciso establecer bases secundarias a medida que el ejército se aleja de la primitiva, pues de no hacerlo así se expone a que no le lleguen a tiempo los recursos que necesita y que debe recibir de aquella. Las bases secundarias deben reunir las mismas condiciones que la principal. Respecto a la distancia que debe mediar entre ellas,  dependerá de la topografía y del número y calidad de las comunicaciones.